# Bora Milutinović
Bora Milutinović, serb. Бора Милутиновић,  właśc. Velibor Milutinović, serb. Велибор Милутиновић (ur. 7 września 1944 w Bajinej Bašcie) – serbski piłkarz i trener piłkarski.

## Kariera
Jako piłkarz występował w lidze jugosłowiańskiej (OFK Beograd, FK Partizan), francuskiej (AS Monaco, OGC Nice, FC Rouen), szwajcarskiej (FC Winterthur) i meksykańskiej (Pumas UNAM). W Meksyku zakończył karierę piłkarską i tam się osiedlił.
Prowadził w mistrzostwach świata reprezentacje: Meksyku (1986),
Kostaryki (1990), USA (1994), Nigerii (1998) i Chin (2002).
Wszystkie drużyny (oprócz Chin) przeszły przynajmniej do drugiej rundy rozgrywek.
W latach 2006–2007 prowadził reprezentację Jamajki. W 2009 był trenerem reprezentacji Iraku.